# Robert Troha
Robert Troha (Zagreb, 28. lipnja 1977.) je hrvatski profesionalni košarkaš. Igra na poziciji bek šutera, a trenutačno je član Cedevite. Visok je 1,94 m i težak 97 kg.

## Karijera
Ponikao je u KK Gorici, a igrao je još u Zrinjevcu. Odlazi u slovensku ligu igrati za KK Helios Domžale, a ondje ostaje tri sezone. Odlazi u Pivovaru Laško. Tu je proveo dvije sezone, a u zadnjoj sezoni u njihovom dresu u prosjeku bilježi 17 koševa i 5 skokova za 34 minute provedene na parketu. Krajem sezone natrag se vraća u Helios Domžale. U povratničkoj sezoni u NLB ligi prosječno postiže 12,6 koševa, 2.3 skoka i 2 asista. U zadnjoj sezoni u dresu Heliosa u prosjeku je bilježio 15.5 poena, 2.4 skoka i 2.1 asista. Svojim dobrim igrama privuko je čelnike Cibone da ga dovedu u svoje redove. Odlazi u Cibonu gdje ulazi u igru kao igrač s klupe. Sezonu 2008./09. nije previše igrao, ali se pokazao kao solidan tricaš i kao jedan od ključnih igrača u prijelomnim trenucima utakmice. Na kraju sezone došlo je do problema s klubom oko neisplaćena dugovanja te je čak zatražio raskid ugovora. Međutim, ostao je u sastavu Perasovića za novu sezonu iako je klub na njegovoj poziciji doveo nova pojačanja.
U srpnju 2010. prelazi u redove Cedevite.

## Vanjske poveznice
- Profil na NLB.com